# Alejandro Falla
Pour les articles homonymes, voir Falla.
Alejandro Falla, né le 14 novembre 1983 à Cali, est un joueur de tennis colombien, professionnel de 2000 à 2018.

## Carrière
Passé professionnel en 2000, il n'a remporté aucun tournoi sur le circuit ATP. Il a atteint une finale au tournoi de Bogota 2013, où il s'incline face au Croate Ivo Karlović.
Il a remporté 11 tournois Challenger : Bogota et Salinas en 2004, Bogota en 2006, Pereira, Cali et Rennes en 2009, Cali en 2011, Barranquilla et Bogota en 2012, Nouméa et Bucaramanga en 2014.
Il faisait partie de l'équipe de Colombie de Coupe Davis depuis 2001. Il a joué les barrages du groupe mondial en 2010 et 2013.
En 2010, il atteint le troisième tour de l'Open d'Australie, où il perd face à Nicolás Almagro. Au premier tour du tournoi de Wimbledon, il réalise un grand début de match pour remporter les deux premiers sets face au Suisse Roger Federer. Il parvient à rester à hauteur de Federer un moment, sert pour le match au 4e set avant de s'incliner en cinq sets sur le score de 7-5, 6-4, 4-6, 6-7, 0-6.
Précisant qu'il souhaite privilégier sa vie de famille, il annonce sa retraite sportive le jeudi 25 janvier 2018.

## Palmarès

### Finales en simple messieurs
| No | Date       | Nom et lieu du tournoi           | Catégorie | Dotation  | Surface      | Vainqueur     | Score      |          |
| -- | ---------- | -------------------------------- | --------- | --------- | ------------ | ------------- | ---------- | -------- |
| 1  | 15-07-2013 | Claro Open Colombia, Bogota      | ATP 250   | 638 085 $ | Dur (ext.)   | Ivo Karlović  | 6-3, 7-64  | Parcours |
| 2  | 09-06-2014 | Gerry Weber Open, Halle (Westf.) | ATP 250   | 711 010 € | Gazon (ext.) | Roger Federer | 7-62, 7-63 | Parcours |

### Finale en double messieurs
| No | Date       | Nom et lieu du tournoi | Catégorie | Dotation  | Surface    | Vainqueurs              | Partenaire     | Score            |          |
| -- | ---------- | ---------------------- | --------- | --------- | ---------- | ----------------------- | -------------- | ---------------- | -------- |
| 1  | 07-02-2011 | SAP Open San José      | ATP 250   | 531 000 $ | Dur (int.) | Scott Lipsky Rajeev Ram | Xavier Malisse | 6-4, 4-6, [10-8] | Parcours |

## Parcours dans les tournois duGrand Chelem

### En simple
| Année | Open d'Australie | Open d'Australie | Internationaux de France | Internationaux de France | Wimbledon       | Wimbledon        | US Open         | US Open            |
| ----- | ---------------- | ---------------- | ------------------------ | ------------------------ | --------------- | ---------------- | --------------- | ------------------ |
| 2004  | Q1               | Jan Vacek        | 2e tour (1/32)           | D. Nalbandian            | 2e tour (1/32)  | Roger Federer    | Q2              | Julien Varlet      |
| 2005  | —                | —                | Q1                       | Marcos Daniel            | Q3              | Jeff Morrison    | Q1              | Michal Tabara      |
| 2006  | —                | —                | 2e tour (1/32)           | Roger Federer            | 2e tour (1/32)  | P. Kohlschreiber | 2e tour (1/32)  | D. Toursounov      |
| 2007  | Q2               | Tobias Summerer  | 1er tour (1/64)          | M. Vassallo              | 2e tour (1/32)  | F. González      | Q2              | Alexander Peya     |
| 2008  | 2e tour (1/32)   | G. García-López  | 2e tour (1/32)           | Julien Benneteau         | 1er tour (1/64) | Victor Hănescu   | Q1              | Diego Hartfield    |
| 2009  | —                | —                | Q1                       | Daniel Brands            | 1er tour (1/64) | Radek Štěpánek   | 1er tour (1/64) | Tommy Haas         |
| 2010  | 3e tour (1/16)   | Nicolás Almagro  | 2e tour (1/32)           | Roger Federer            | 1er tour (1/64) | Roger Federer    | 1er tour (1/64) | Taylor Dent        |
| 2011  | 1er tour (1/64)  | Feliciano López  | 1/8 de finale            | J. I. Chela              | 1er tour (1/64) | Jürgen Melzer    | 2e tour (1/32)  | Tommy Haas         |
| 2012  | 3e tour (1/16)   | P. Kohlschreiber | 1er tour (1/64)          | Santiago Giraldo         | 3e tour (1/16)  | Denis Istomin    | 1er tour (1/64) | Martin Kližan      |
| 2013  | 2e tour (1/32)   | Richard Gasquet  | 1er tour (1/64)          | Grigor Dimitrov          | 1er tour (1/64) | Stéphane Robert  | —               | —                  |
| 2014  | 2e tour (1/32)   | S. Wawrinka      | 1er tour (1/64)          | Benoît Paire             | 1er tour (1/64) | Ante Pavić       | 1er tour (1/64) | Jérémy Chardy      |
| 2015  | 1er tour (1/64)  | Tomáš Berdych    | 1er tour (1/64)          | Roger Federer            | 1er tour (1/64) | Robin Haase      | Q3              | Paul-Henri Mathieu |
| 2016  | Q2               | Niels Desein     | Q1                       | Carlos Berlocq           | Q1              | Jozef Kovalík    | —               | —                  |

N.B. : à droite du résultat se trouve le nom de l'ultime adversaire.

### En double
| Année | Open d'Australie           | Open d'Australie         | Internationaux de France    | Internationaux de France       | Wimbledon                    | Wimbledon              | US Open                     | US Open                |
| ----- | -------------------------- | ------------------------ | --------------------------- | ------------------------------ | ---------------------------- | ---------------------- | --------------------------- | ---------------------- |
| 2010  | 1er tour (1/32) S. Giraldo | J. Brunström J.-J. Rojer | 1er tour (1/32) S. Giraldo  | A. Golubev P. Lorenzi          | 1er tour (1/32) S. Giraldo   | L. Lacko S. Stakhovsky | 1er tour (1/32) S. Giraldo  | J. Chardy C. Kas       |
| 2011  | —                          | —                        | —                           | —                              | —                            | —                      | —                           | —                      |
| 2012  | 1er tour (1/32) S. Giraldo | R. Mello J. Souza        | 1er tour (1/32) S. Giraldo  | F. Čermák F. Polášek           | —                            | —                      | —                           | —                      |
| 2013  | 1er tour (1/32) S. Giraldo | A. Bolt G. Jones         | —                           | —                              | —                            | —                      | —                           | —                      |
| 2014  | —                          | —                        | 2e tour (1/16) M. Matosevic | J. Benneteau É. Roger-Vasselin | 1er tour (1/32) M. Matosevic | C. Guccione L. Hewitt  | 1er tour (1/32) F. Delbonis | R. Lindstedt J. Melzer |

N.B. : le nom du ou de la partenaire se trouve sous le résultat ; le nom des ultimes adversaires se trouve à droite.

## Parcours dans lesMasters 1000
| Année | Indian Wells        | Miami                 | Monte-Carlo | Rome               | Hambourg puis Madrid   | Canada                 | Cincinnati            | Madrid puis Shanghai   | Paris                   |
| ----- | ------------------- | --------------------- | ----------- | ------------------ | ---------------------- | ---------------------- | --------------------- | ---------------------- | ----------------------- |
| 2006  | —                   | —                     | —           | —                  | —                      | 1er tour Lee H-t.      | —                     | 1er tour J. Benneteau  | —                       |
| 2007  | 2e tour I. Ljubičić | 3e tour R. Štěpánek   | —           | —                  | —                      | 1er tour D. Nalbandian | 1er tour J. Blake     | 1er tour J. C. Ferrero | —                       |
| 2008  | —                   | —                     | —           | —                  | —                      | —                      | —                     | —                      | —                       |
| 2009  | —                   | —                     | —           | —                  | —                      | 2e tour G. Simon       | —                     | —                      | 1er tour John Isner     |
| 2010  | 1er tour F. Serra   | 2e tour J. Melzer     | —           | —                  | —                      | 1er tour J. I. Chela   | 2e tour Kohlschreiber | —                      | —                       |
| 2011  | —                   | —                     | —           | —                  | 1er tour M. Baghdatís  | 1er tour J. Tipsarević | —                     | —                      | —                       |
| 2012  | 1er tour L. Mayer   | 2e tour A. Murray     | —           | —                  | 2e tour F. Verdasco    | —                      | 1er tour M. Baghdatís | 1er tour F. López      | 2e tour J. M. del Potro |
| 2013  | 1er tour Björn Phau | 3e tour T. Berdych    | —           | —                  | —                      | —                      | —                     | 1er tour D. Brands     | —                       |
| 2014  | 3e tour M. Raonic   | 1er tour M. Matosevic | —           | 1er tour E. Gulbis | —                      | 1er tour B. Paire      | 1er tour Sam Querrey  | —                      | —                       |
| 2015  | —                   | 3e tour G. Simon      | —           | —                  | 1er tour Kohlschreiber | —                      | —                     | —                      | —                       |

N.B. : sous le résultat se trouve le nom de l’ultime adversaire.

## Parcours aux Jeux olympiques

### En simple messieurs
| # | Date       | Nom de l'olympiade              | Surface      | Résultat        | Ultime adversaire | Score         |          |
| - | ---------- | ------------------------------- | ------------ | --------------- | ----------------- | ------------- | -------- |
| 1 | 30/07/2012 | Olympic Tennis Event, Wimbledon | Gazon (ext.) | 1er tour (1/64) | Roger Federer     | 3-6, 7-5, 3-6 | Parcours |

## Victoires sur le top 20
| Légende      |
| Grand Chelem |
| Masters 1000 |
| 500 Series   |
| 250 Series   |

| #  | A.F.   | Tournoi          | Année | Surface      | Adversaire          | Rang  | Tour | Score                     |
| -- | ------ | ---------------- | ----- | ------------ | ------------------- | ----- | ---- | ------------------------- |
| 1  | no 127 | Wimbledon        | 2006  | Gazon        | Nikolay Davydenko   | no 9  | 1/64 | 2-6, 7-64, 7-68, 6-3      |
| 2  | no 95  | Miami            | 2007  | Dur          | Tommy Haas          | no 9  | 1/16 | 6-4, 6-4                  |
| 3  | no 128 | Lyon             | 2007  | Dur          | Ivan Ljubičić       | no 14 | 1/4  | 7-5, 63-7, 7-5            |
| 4  | no 108 | Roland-Garros    | 2008  | Terre battue | Ivo Karlović        | no 20 | 1/63 | 3-6, 7-64, 7-66, 5-7, 6-4 |
| 5  | no 65  | Bois-le-Duc      | 2010  | Gazon        | Ivan Ljubičić       | no 15 | 1/8  | 6-2, 7-66                 |
| 6  | no 72  | Open d'Australie | 2012  | Dur          | Mardy Fish          | no 8  | 1/32 | 7-64, 6-3, 7-66           |
| 7  | no 61  | Kuala Lumpur     | 2012  | Dur          | Alexandr Dolgopolov | no 19 | 1/8  | 6-3, 3-6, 6-3             |
| 8  | no 122 | Bogota           | 2013  | Dur          | Janko Tipsarević    | no 14 | 1/4  | 3-6, 6-2, 6-3             |
| 9  | no 111 | Valence          | 2013  | Dur          | Gilles Simon        | no 14 | 1/16 | 6-1, 6-0                  |
| 10 | no 75  | Indian Wells     | 2014  | Dur          | Jerzy Janowicz      | no 20 | 1/16 | 6-3, 2-6, 7-65            |

## Classement ATP en fin de saison

### En simple
| Année          | 2001 | 2002 | 2003 | 2004 | 2005 | 2006 | 2007 | 2008 | 2009 | 2010 | 2011 | 2012 | 2013 | 2014 | 2015 | 2016 | 2017 |
| Rang en simple | 1379 | 562  | 279  | 125  | 238  | 108  | 84   | 182  | 81   | 105  | 74   | 54   | 100  | 88   | 122  | 276  | 404  |
| Rang en double | 936  | 603  | 359  | 531  | 834  | 882  | -    | 290  | 173  | 934  | 172  | 557  | 431  | 423  | 544  | 291  | 990  |

Source : (en) Classements de Alejandro Falla sur le site officiel de la Fédération internationale de tennis